# متاؤس الرابع (بابا الإسكندرية)
متاؤس الرابع، بابا الإسكندرية وبطريرك الكرازة المرقسية للأقباط الأرثوذكس رقم 102. وأقام بطريركاً لمدة 14 سنة و8 أشهر و9 أيام، في الفترة من 6 ديسمبر 1660 م حتى 15 أغسطس 1675 م، وتوفي. وخلا الكرسي بعده لمدة سبعة أشهر.